# Lady Dana 44
Lady Dana 44 – polski pełnomorski jacht kilowy z ożaglowaniem bermudzkim typu slup.
Jako pierwszy polski jacht opłynął w 2013 biegun północny. Jest też pierwszym polskim jachtem, który przepłynął Przejście Północno-Wschodnie i Przejście Północno-Zachodnie z zachodu na wschód.

## Historia rejsu
Jacht został wybudowany w latach 2011-2013. Jednostka pod dowództwem kapitana Ryszarda Wojnowskiego wyruszyła z Sopotu w czerwcu 2013. Załogę stanowili: Lech Romanowski, Daniel Michalski, Cezary Bajer, Paweł Ołdziej, Michał Kochańczyk i Michał Wojnowski. Pierwotnie planowane opłynięcie bieguna północnego miało odbyć się pomiędzy czerwcem i październikiem 2013. Trudne warunki pogodowe spowodowały jednak jego wydłużenie. Na Morzu Beringa podczas dużego sztormu jacht stracił tratwę ratunkową. W sierpniu 2013 przed Cieśniną Bellota został unieruchomiony w lodzie. Na przeszkodzie stanęły też góry lodowe.
28 września 2014 załoga jachtu w składzie: Ryszard Wojnowski, Jerzy Beer, Józef Garczarczyk, Daniel Michalski, Andrzej Mizgier i Lech Romanowski zakończyła rejs w sopockiej marinie.

## Załoga
W kolejnych etapach rejsu udział wzięło 11 żeglarzy. Kapitan Ryszard Wojnowski oraz Lech Romanowski i Daniel Michalski byli uczestnikami całego rejsu. Oprócz nich w 2013 w przepłynięciu Przejścia Północno-Wschodniego uczestniczyli: Cezary Bajer, Paweł Ołdziej, Michał Kochańczyk i Michał Wojnowski, a w 2014 roku w pokonaniu Przejścia Północno-Zachodniego brali udział: Jerzy Beer, Józef Garczarczyk, Andrzej Mizgier i Jerzy Kuśmider. Ten ostatni po przepłynięciu Przejścia wymustrował się w porcie Nuuk na Grenlandii i wrócił do Vancouver, gdzie mieszka.
Za pionierskie pokonanie Przejścia Północno-Wschodniego kapitan Wojnowski został uhonorowany nagrodą Rejsu Roku - Srebrnym Sekstantem, podczas 16. Ogólnopolskich Spotkań Podróżników, Żeglarzy i Alpinistów w Gdyni załoga otrzymała nagrodę Kolosa.